# 小行星5319
小行星5319（英語：5319 Petrovskaya）是一颗围绕太阳公转的小行星。1985年9月15日，尼古拉·切爾尼赫在克里米亚发现了此天体。
这颗小行星的绝对星等为81.07301等。